# El potro salvaje
El potro salvaje es un cuento del escritor uruguayo Horacio Quiroga publicado por primera vez en el libro El desierto y otros cuentos en el año 1924.

## Argumento
Este cuento trata sobre un caballo con una gran pasión y deseo por correr. Verlo era un gran espectáculo y él disfrutaba lo que hacía.
Un día fue con un organizador de fiestas al cual le dijo que él corría si recibía una paga. 
Al fin y al cabo llegaron a un acuerdo el cual consistía en que el caballo haría sus espectáculos pero su paga era muy mala y eso lleva a que  comía muy pobremente. 
Poco a poco se fue haciendo más viejo y cada vez estaba más cansado, un día le llegó una gran oferta por la que él hubiera rogado en sus primeros días, tras esta llegaron varias y el potro ya no se conformaba, cada vez quería más y cobraba muy caro. 
Un día en el que había un espectáculo y el Potro tenía que correr; el decidió  reservarse sus fuerzas por miedo a que en alguna instancia de la carrera él se agotara, ya que era mayor. Ese fue el momento en el que él perdió toda su libertad. 

## Personajes
- El potro salvaje
- Organizador de fiestas
- Los espectadores